# Qinggang (köpinghuvudort i Kina, Zhejiang Sheng, lat 28,25, long 121,28)
Qinggang (kinesiska: 清港, 清港镇) är en köpinghuvudort i Kina. Den ligger i provinsen Zhejiang, i den östra delen av landet, omkring 250 kilometer sydost om provinshuvudstaden Hangzhou. Antalet invånare är 71 536. Befolkningen består av 33 721 kvinnor och 37 815 män. Barn under 15 år utgör 15,0 %, vuxna 15-64 år 77 %, och äldre över 65 år 7,0 %.
Runt Qinggang är det mycket tätbefolkat, med 1 095 invånare per kvadratkilometer. Närmaste större samhälle är Zhugang, 13,9 km söder om Qinggang. Trakten runt Qinggang består till största delen av jordbruksmark.
Genomsnittlig årsnederbörd är 2 023 millimeter. Den regnigaste månaden är juni, med i genomsnitt 334 mm nederbörd, och den torraste är januari, med 74 mm nederbörd.